# Coralie Bretegnier
Coralie Bretegnier es una deportista neocaledonia que compitió en judo. Ganó una medalla de bronce en el Campeonato de Oceanía de Judo de 2012, en la categoría de –63 kg.

## Palmarés internacional
| Campeonato de Oceanía | Campeonato de Oceanía | Campeonato de Oceanía | Campeonato de Oceanía |
| Año                   | Lugar                 | Medalla               | Categoría             |
| --------------------- | --------------------- | --------------------- | --------------------- |
| 2012                  | Cairns (Australia)    | Medalla de bronce     | –63 kg                |